# Ingeborg Hoffmann (Schauspielerin)

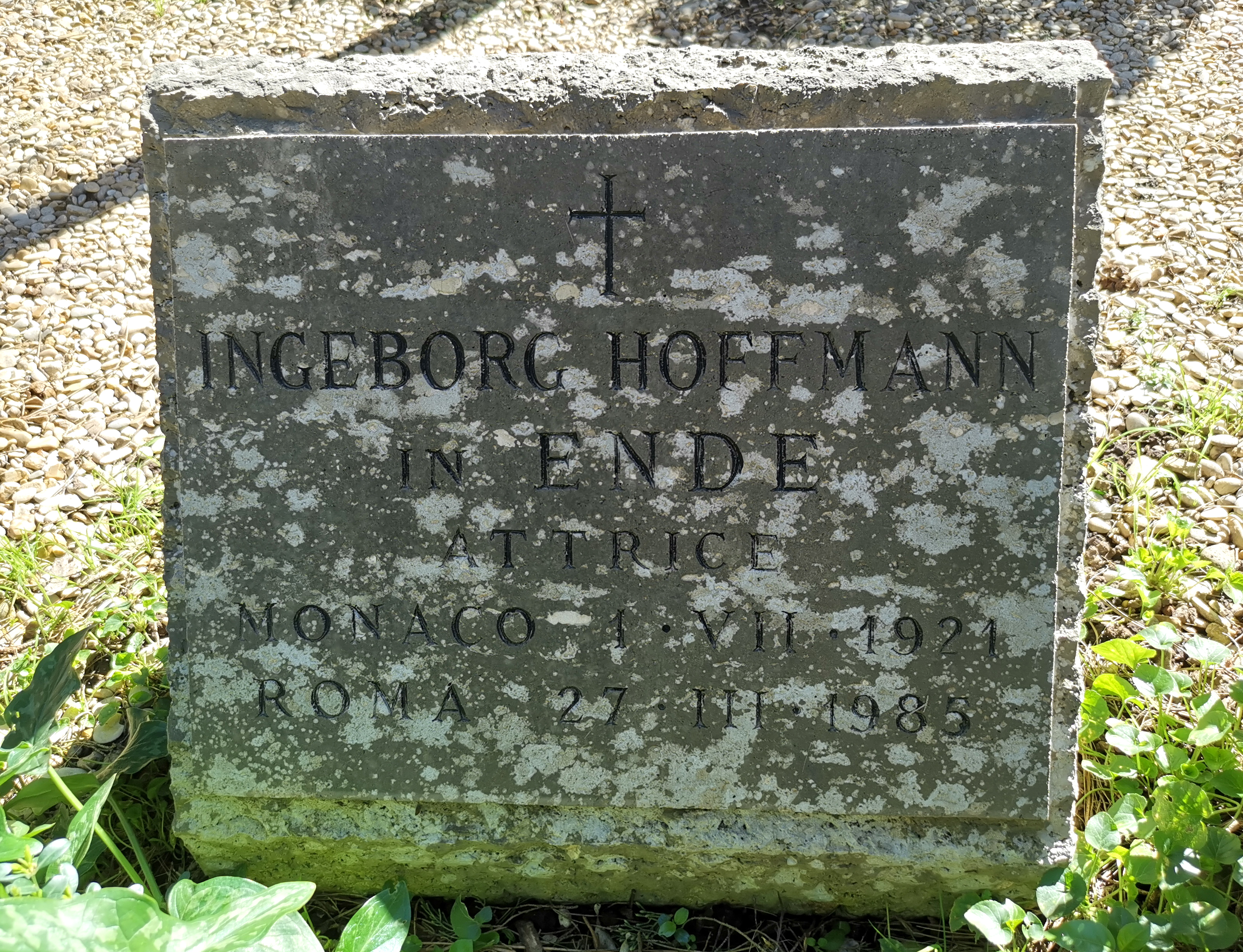
Grab auf dem Nichtkatholischen (Protestantischen) Friedhof Rom

Ingeborg Hoffmann (* 1. Juli 1921 in München; † 27. März 1985 in Rom) war eine deutsche Schauspielerin und die erste Ehefrau des Schriftstellers Michael Ende.

## Leben und Karriere
Hoffmann begann ihre Bühnenkarriere als Jugendliche und spielte in den Vorkriegsjahren an Theatern in Salzburg und Bremen. 1940 erhielt sie ihre erste Filmrolle in Joe Stöckels Das sündige Dorf. Während des Zweiten Weltkriegs nahm sie an Auftritten im Rahmen der Truppenbetreuung teil und heiratete 1942 einen Militärarzt. Ein Jahr später kam ihr einziger Sohn Michael zur Welt. Nachdem die Ehe gescheitert war, kehrte Hoffmann nach München zurück und setzte ihre Bühnenkarriere erfolgreich an Theatern und am Kabarett fort. Weitere Engagements führten sie nach Stuttgart und Zürich. Zudem war sie für Radio München als Synchronsprecherin tätig. 1950 war Hoffmann in Paul Verhoevens Das kalte Herz zu sehen.
1952 lernte sie Michael Ende kennen, mit dem sie eine Beziehung bis an ihr Lebensende führte. Über Hoffmann knüpfte Ende Kontakte zur seinerzeit blühenden Münchner Kabarettszene und verfasste Sketche, etwa für Die Kleinen Fische. 1964 heiratete sie Ende und zog mit ihm nach Italien. Der Einfluss Hoffmanns auf das künstlerische Schaffen Endes und seine ab 1960 entstandenen, weltweit erfolgreichen Kinder- und Jugendbücher gilt als groß. Ingeborg Hoffmann starb im Alter von 63 Jahren an einer Lungenembolie, wenige Tage nachdem sie den Film Die unendliche Geschichte 1985 im Kino gesehen hatte. Sie ruht auf dem Cimitero acattolico di Roma in der italienischen Hauptstadt.

## Hörspiele
- 1953: Carl Zuckmayer: Ulla Winblad oder Musik und Leben des Carl Michael Bellmann – Regie: Walter Ohm (Hörspiel – BR/RB/SWF)